# 얼티밋 스파이더맨
얼티밋 스파이더맨(Ultimate Spider-Man)은 2000년부터 2011년까지 마블 코믹스에 의해 발행된 《스파이더맨》만화책 시리즈이다. 이 시리즈는 마블의 오랫동안 지속된 스파이더맨 만화책 프랜차이즈를 회사의 얼티밋 마블 임프린트의 일부로 현대화하여 재구성한 것이다. 얼티밋 스파이더맨은 얼티밋 엑스맨, 얼티밋 판타스틱 포 및 디 얼티밋을 포함한 얼티밋 마블 타이틀의 다른 개편된 마블 캐릭터와 함께 존재한다.
6세에 고아가 된 피터 파커는 뉴욕 퀸즈에 살고 있는 소외되고 내성적인 10대 과학 신동이다. 과학 기업 견학을 하던 중 유전자 변형 거미에게 물려 그 결과 강화된 힘, 속도, 민첩성, 체력, 내구성, 반사 신경 등 거미와 같은 초능력이 생기기 시작한다. 단단한 표면을 기어다니는 것과 임박한 위험을 경고하는 육감, 그는 이 모든 것을 개인적인 이익을 위해 활용하기로 결정한다. 피터가 이전에 만났고 악의로 막지 못한 무장 도둑이 나중에 양아버지/삼촌을 강도로 살해했을 때, 죄책감에 휩싸인 피터는 나중에 자신의 능력을 사용하여 삼촌의 부분적인 책임을 속죄하게 된다. 살인, 의상을 입은 자경단원 스파이더맨. 이제 스파이더맨 분신 아래서 선을 행하고 다른 사람을 도울 책임을 갖게 된 피터는 고등학교 생활과 학업, 데일리 버글의 웹 디자이너로서의 직업, 여자 친구 메리 준 왓슨과의 관계 사이의 균형을 유지하기 위해 고군분투한다. 미망인 이모와의 가족 생활, 스파이더 맨으로서의 이중 생활 등 그는 자신의 집인 뉴욕시에 대한 초인적 위협과 범죄 적 위협에 맞서고 일반 대중과 경찰 당국의 적대감에 맞서 싸우고 있다.

## 같이 보기
- 얼티밋 스파이더맨 (비디오 게임)
- 얼티밋 스파이더맨 (애니메이션)